# 546186 Vasylivchenko
546186 Vasylivchenko è un asteroide della fascia principale esterna. Scoperto nel 2010, presenta un'orbita caratterizzata da un semiasse maggiore pari a 2,855312 UA e da un'eccentricità di 0,105012, inclinata di 11,848931ª rispetto all'eclittica.